# Шилф, Янис
Янис Шилф (латыш. Jānis Šilfs, псевдоним — Яунзем (латыш. Jaunzems), 1881 — 11 июня 1921) — латышский революционер, редактор газеты «Циня», член ЦК Социал-демократии Латышского края, руководитель Военно-революционного комитета в 1918 году.

## Биография
К революционному движению присоединился в период столыпинской реакции. В 1914 году отправлен делегатом на IV съезд СДЛК (Брюссель), на котором избран в ЦК СДЛК. Вместе с Янисом Ленцманисом делает доклад о работе ЦК на V съезде партии (Рига, 1917). В 1918 году в оккупированной немцами Риге организует работу подпольных типографий.
После Ноябрьской революции участвует в создании и руководит деятельностью Военно-революционного комитета. После поражения Латвийской Социалистической Советской Республики вновь в подполье. Арестован политической полицией, его личность установлена с помощью Бруно Калныньша. Расстрелян в Центральной Рижской тюрьме.